# Kreis Lääne
Der Kreis Lääne (estnisch Lääne maakond oder Läänemaa, „Westland“, deutsch Wiek oder Wieck) ist ein Landkreis (maakond) in Estland.

## Geografie
Läänemaa umfasst den westlichsten Teil des estnischen Festlandes, die Inseln Vormsi (deutsch Worms) und Osmussaar (deutsch Odinsholm) sowie zahlreiche kleinere Inseln und Schären. Die Region ist sehr flach und von Weide- und Landwirtschaft geprägt.

## Politik
Kreisverwaltungen wurden mit der Verwaltungsreform von 2017 abgeschafft. Gouverneure des Kreises bis 2017 waren
- 1989–1994: Andres Lipstok
- 1994–1999: Hannes Danilov
- 1999: Arder Väli
- 1999–2004: Jaanus Sahk
- 2004–2007: Sulev Vare
- 2008–2011: Neeme Suur
- 2011–2014: Innar Mäesalu
- 2015–2017: Neeme Suur

Vor dem Zweiten Weltkrieg waren Aleksander Saar (1917–1927), Jakob Aljas (1927–1930) und Artur Kasterpalu (1930–1941) Gouverneure des Kreises.

## Städte und Gemeinden

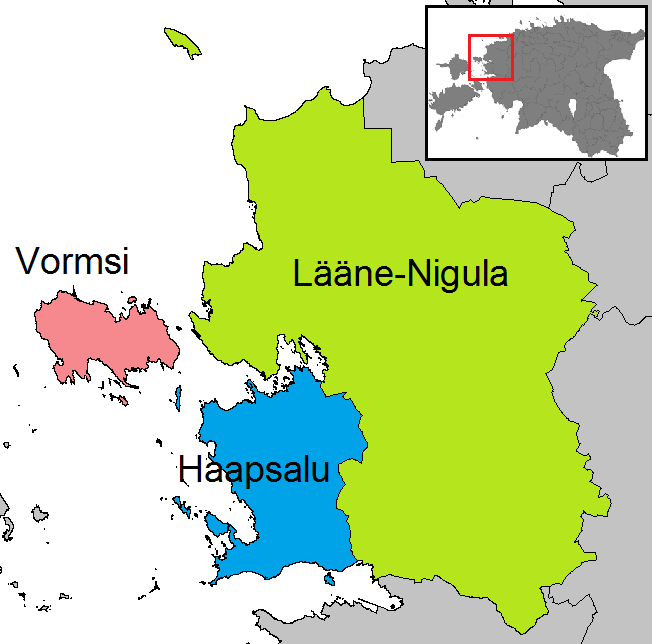
Gemeindegliederung des Kreises Lääne (seit 2017)

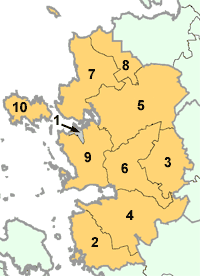
Gemeindegliederung des Kreises Lääne (vor 2017)

Der Kreis Lääne besteht seit 2017 aus drei Gemeinden, der Stadtgemeinde Haapsalu (deutsch Hapsal), der vergrößerten Landgemeinde Lääne-Nigula sowie der Landgemeinde Vormsi. Während Vormsi bei der Gemeindeneugliederung unverändert geblieben war, waren zum einen die alte Stadt Haapsalu mit der Landgemeinde Ridala und zum anderen das alte Lääne-Nigula mit den Landgemeinden Kullamaa, Martna, Noarootsi und Nõva sowie dem Dorf Rehemäe der ebenfalls aufgelösten Landgemeinde Nissi im Kreis Harju zusammengelegt worden. Die Landgemeinden Lihula und Hanila wechselten in den Kreis Pärnu zur Landgemeinde Lääneranna. Dadurch verlor der Kreis Lääne 575 km² (von 2383 km²).
|   | Gemeinde          | Fläche km² | Einwohner | Bev.- dichte /km² |
| - | ----------------- | ---------- | --------- | ----------------- |
| 1 | Haapsalu (Hapsal) | 264        | 13.596    | 52                |
| 2 | Lääne-Nigula      | 1451       | 7.332     | 5                 |
| 3 | Vormsi            | 93         | 425       | 4                 |
|   | Kreis Lääne       | 1808       | 21.353    | 12                |

Vor 2017 setzte sich der Kreis aus der Stadtgemeinde Haapsalu und neun Landgemeinden zusammen, nachdem im Oktober 2013 die Landgemeinden Oru, Risti und Taebla zur Landgemeinde Lääne-Nigula zusammengeschlossen waren. Die Nummern der ersten Spalte entsprechen den Nummern in der Karte.

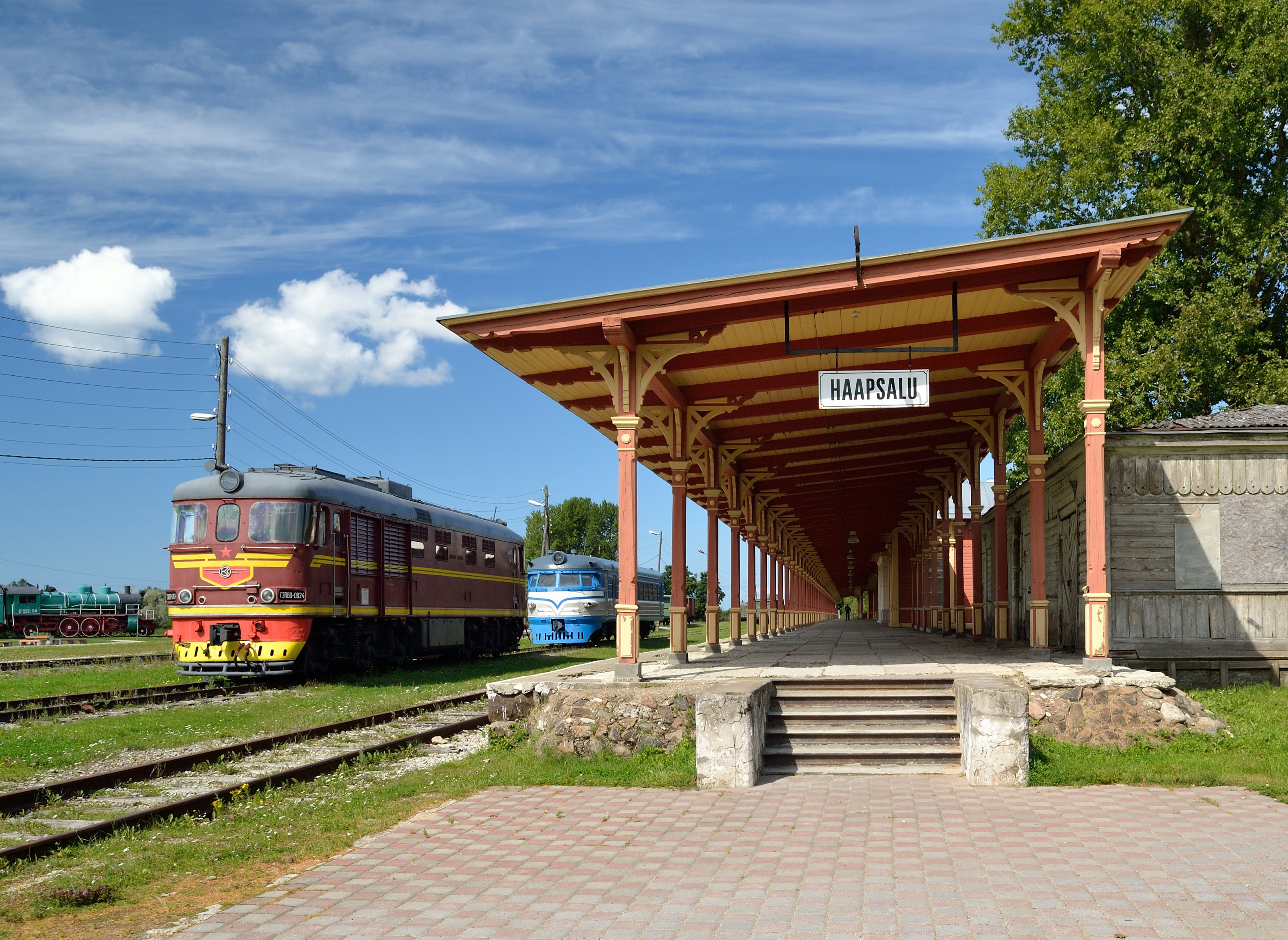
Haapsalu
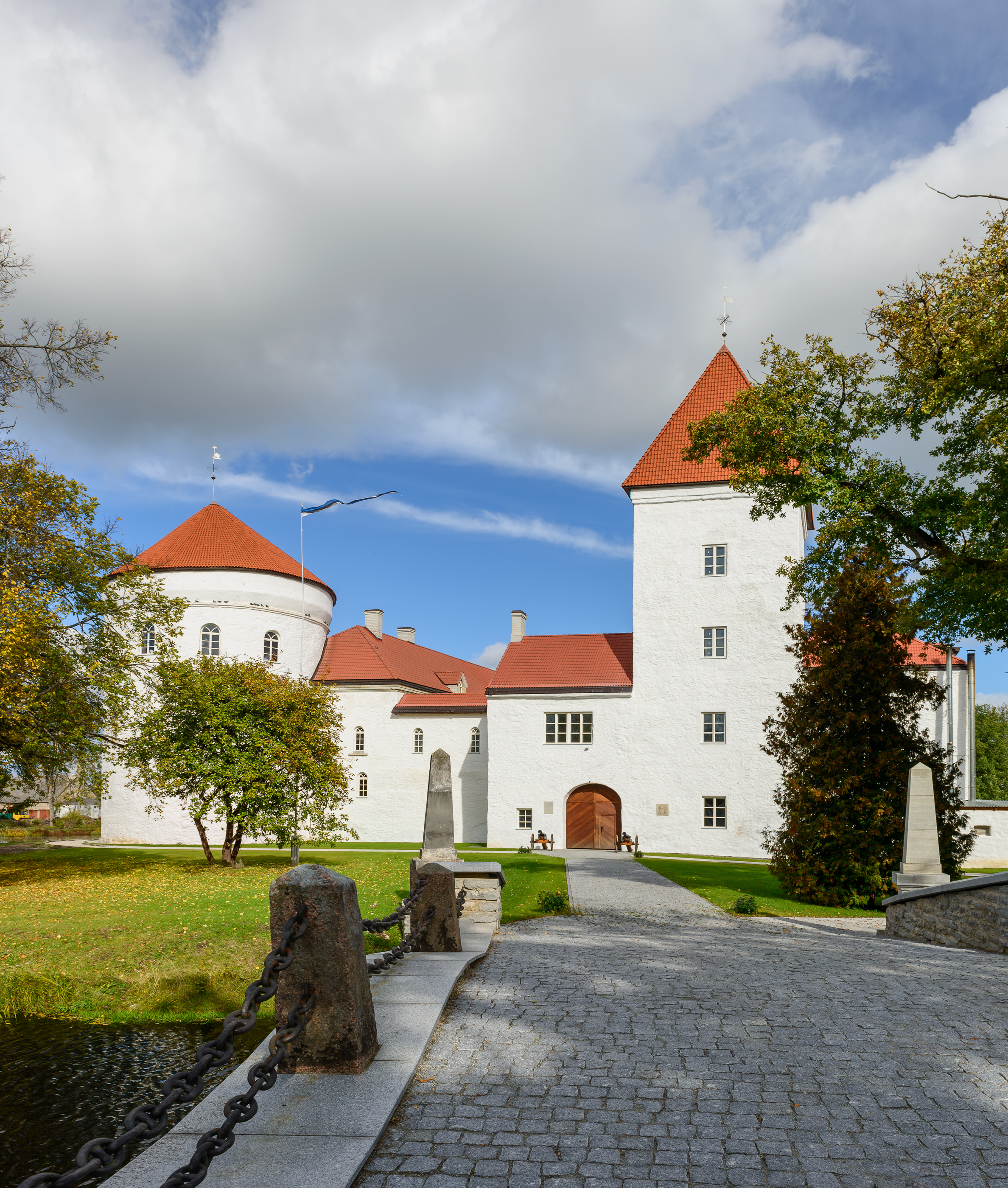
Koluvere
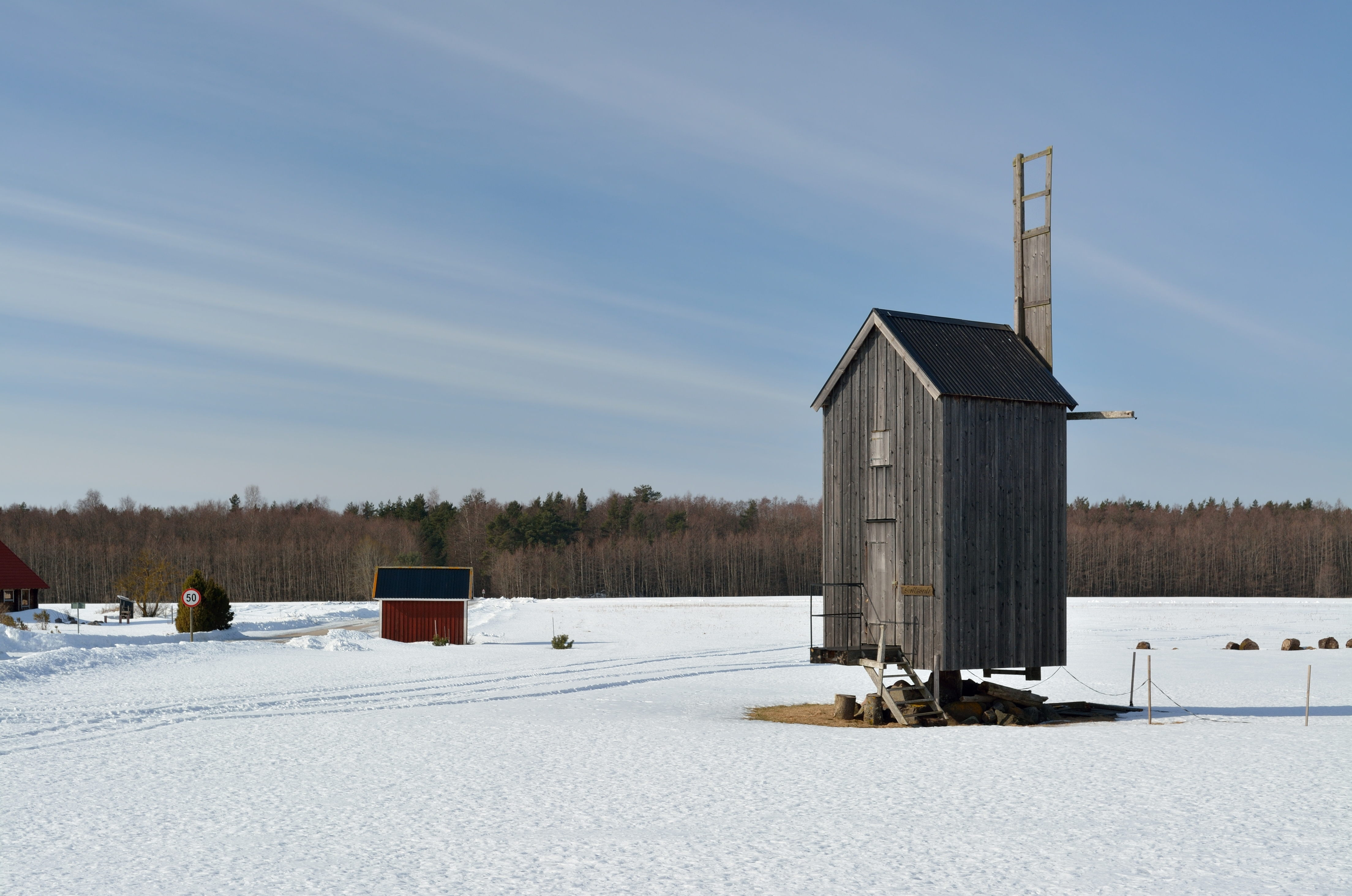
Rälby, Vormsi
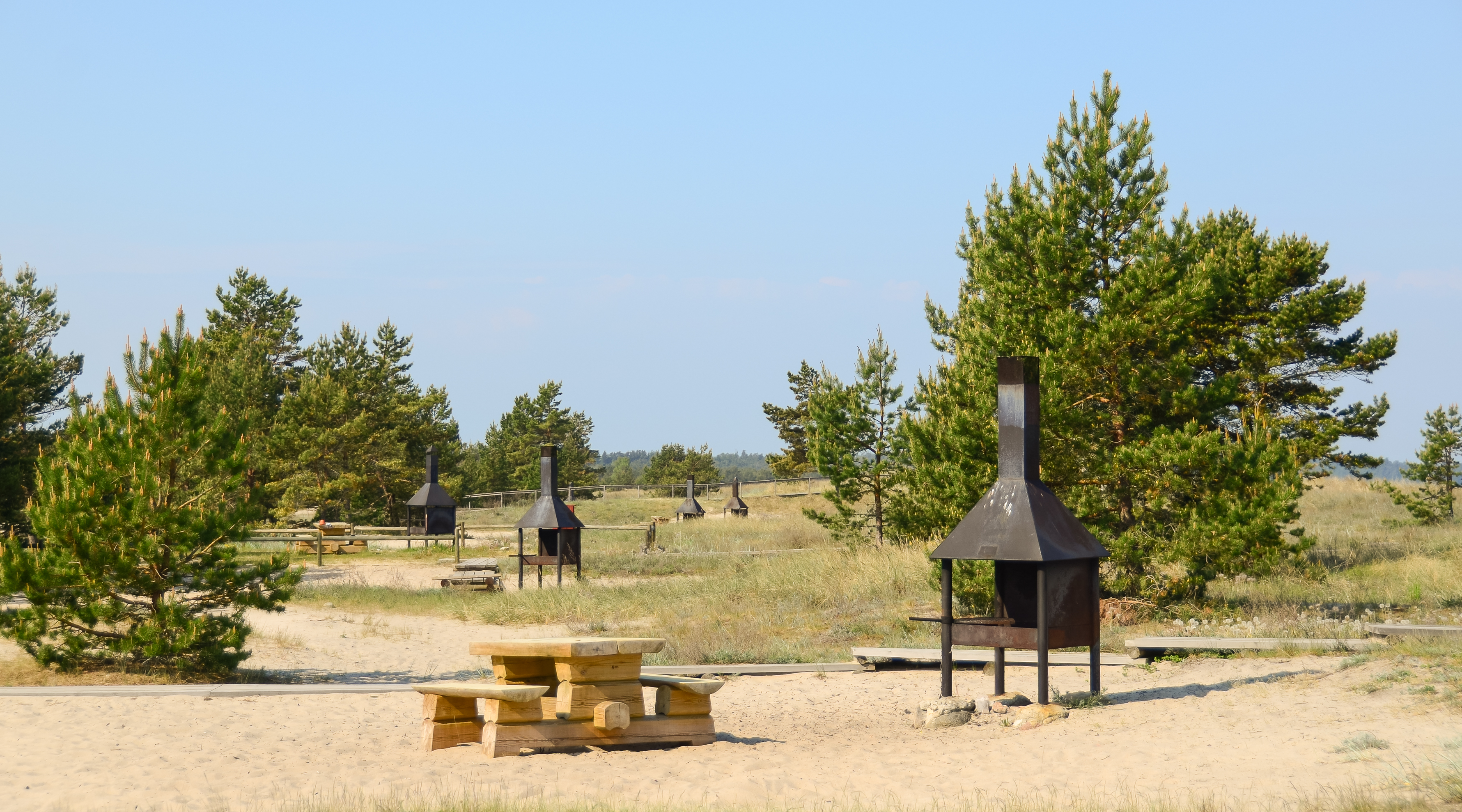
Peraküla

|    | Gemeinde               | Fläche km² | Einwohner |
| -- | ---------------------- | ---------- | --------- |
| 1  | Haapsalu (Hapsal)      | 10,59      | 11.922    |
| 2  | Hanila (Hannehl)       | 231,88     | 1737      |
| 3  | Kullamaa (Goldenbeck)  | 224,53     | 1434      |
| 4  | Lihula (Leal)          | 367,31     | 2.806     |
| 5  | Lääne-Nigula           | 507        | 3861      |
| 6  | Martna (Sankt Martens) | 269,42     | 1032      |
| 7  | Noarootsi (Nuckö)      | 296,36     | 742       |
| 8  | Nõva (Newe)            | 129,61     | 484       |
| 9  | Ridala (Röthel)        | 253,56     | 3038      |
| 10 | Vormsi (Worms)         | 92,93      | 246       |

- Haapsalu
- Koluvere
- Rälby, Vormsi
- Peraküla

## Nachweise
1. ↑  Statistikamt Estland, Datenbankabfrage, abgerufen am 6. März 2023
2. ↑  Liste der Gouverneure (Memento vom 10. Dezember 2017 im Internet Archive) auf laane.maavalitsus.ee

Koordinaten: 59° 0′ N, 23° 36′ O